# Avenging Angelo
Avenging Angelo é um filme americano de 2002 do gênero comédia de ação dirigido por Martyn Burke.

## Sinopse
Antes de morrer o poderoso chefão, Angelo Allieghieri (Anthony Quinn), pede para que seu guarda-costas Frankie Delano (Sylvester Stallone) cuide de sua filha, Jennifer (Madeleine Stowe), que é agora o principal alvo de seus inimigos.

## Elenco principal
- Sylvester Stallone - Frankie Delano
- Madeleine Stowe - Jennifer Allieghieri Barrett
- Anthony Quinn - Angelo Allieghieri
- Raoul Bova - Marcello/Gianni Carboni
- Harry Van Gorkum - Kip Barrett
- Billy Gardell - Bruno
- George Touliatos - Lucio Malatesta